# Diple
Diple, (od grč. diplóos: dvostruk) narodno puhačko glazbalo od drva s dvostrukom sviralom. Svira se (dipli) dvoglasno, rjeđe jednoglasno.

## Opis
Susreću se u različitim oblicima: kao jednocjevna svirala (diplice), kao dvocjevne diple i kao diple s mjehom ili mješnice, mišnjice. Kod dvostrukih dipli dvije su cijevi provrtane ili prožežene vrućim željezom u jednom komadu drva. Na svaku je cijev utaknut s gornjega kraja, tzv. glave, po jedan pisak s elastičnim udarnim jezičcem. Na glavu je katkad nasađena šira ljevkasta bogato izrezbarena cijev, tzv. kutao koji služi kao spremište za zrak. Broj rupica za prebiranje varira; obično ih ima 6:2, 6:1 ili 6:6. Na starijim tipovima dipli svira se jednoglasno, a na novijima dvoglasno. Svirač diplar svira tako da puše u pisak te otvara i zatvara rupice na cijevima. Uz diple se obično ispjevavaju jednostavni kratki stihovi, tj. šaljive rime slično kao i u ojkalici.
Osim dvostrukih dipli postojale su i jednostruke diple ili diple jednojnice. Bile su vrlo slične dvostrukim diplama s tom razlikom da su, umjesto dvostruke, imale jednostruku (jednocijevnu) sviralu s jednim piskom od trstike ili bazge, te tri do šest rupica za prebiranje.
Diple s mijehom ili mišnjice (mješnice) vrsta su dvojnih svirala utaknutih u životinjsku mješinu.
Sviraju se sa šest prstiju obje ruke.
Diple tradicijski ne sviraju susjedni narodi Mađari, Srbi (u Srbiji) ili Slovenci. 
U arheološkim nalazima u starohrvatskim grobovima od 7. do 12. stoljeća nalaze i diple od kosti .

## Vanjske poveznice
- Hrvatska tradicijska glazbala
- Glazbala